# 許されない愛
「許されない愛」（ゆるされないあい）は、日本の歌手、沢田研二の2枚目のシングル。1972年3月10日にポリドール・レコードより発売された。英題は「THE FORBIDDEN LOVE」（ザ・フォービドゥン・ラブ）。

## 解説
- 沢田研二ソロ初のオリコンでのベスト10入りを果たした。
- レコーディングはロンドンのオリンピック・スタジオで行われた。
- 同年末の『第23回NHK紅白歌合戦』に初出場を果たし、「許されない愛」を歌唱した[3]。

## 収録曲
- 全作詞:山上路夫／編曲:東海林修

1. 許されない愛 - THE FORBIDDEN LOVE（3分51秒）
  - 作曲:加瀬邦彦
2. 美しい予感 - THE BRIGHT EXPECTATION（3分55秒）
  - 作曲:井上堯之

## 参加ミュージシャン
- オリンピック・サウンド・スタジオ・オーケストラ

## 収録アルバム
- 『JULIE II』（#1、#2）